# Rien que pour vos yeux
Pour la chanson du générique, voir For Your Eyes Only.
Série
Moonraker
(1979) Octopussy
(1983)
Pour plus de détails, voir Fiche technique et Distribution.
Rien que pour vos yeux (For Your Eyes Only) est un film d'espionnage britannique réalisé par John Glen et sorti en 1981. C'est le 12e opus de la série des films de James Bond produite par EON Productions. Roger Moore y incarne James Bond pour la cinquième fois.
Rien que pour vos yeux est l'adaptation cinématographique des nouvelles Top secret (ou Opération Carquois) et Risico, tirées du recueil Bons baisers de Paris de Ian Fleming, publié en 1960.

## Synopsis

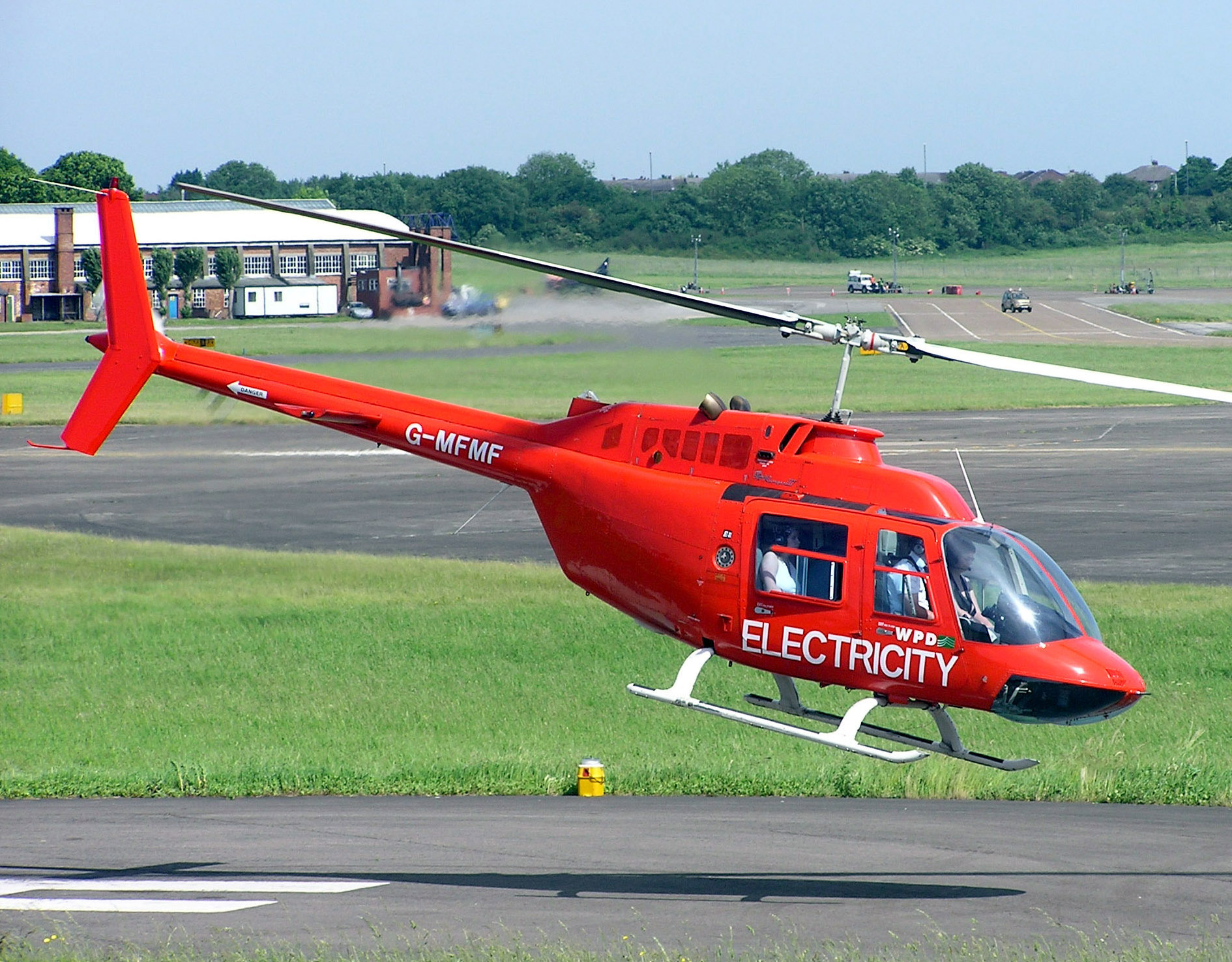
Hélicoptère Bell 206 Jet Ranger piégé par Blofeld

James Bond se rend sur la tombe de sa femme, Teresa « Tracy » Bond. Il a à peine le temps d'y déposer des fleurs qu'un hélicoptère d'Universal Exports vient le chercher. Mais cet hélicoptère est piégé et contrôlé par Ernst Stavro Blofeld, alors en chaise roulante. James Bond arrive à s'introduire dans le poste de pilotage en passant par l'extérieur puis déconnecte le système de télécommande. Il s'empare ensuite de Blofeld et de sa chaise roulante puis les précipite dans une grande cheminée industrielle.
Le Saint-George, bateau de surveillance électronique britannique, sombre dans les eaux albanaises à la limite de la frontière grecque après avoir heurté une mine, engloutissant avec lui l'ATAC, système top secret de communication utilisé par le ministère de la Défense pour coordonner ses sous-marins nucléaires stratégiques et leur force de frappe. Les services secrets britanniques déclenchent une opération sous-marine discrète pour récupérer l'appareil. L'opération est conduite par un couple d'archéologues marins, Timothy et Iona Havelock. Mais le tueur cubain Hector Gonzales interrompt brutalement les recherches en assassinant le couple sous les yeux de sa fille Melina. James Bond entre alors en scène et s'en va enquêter.

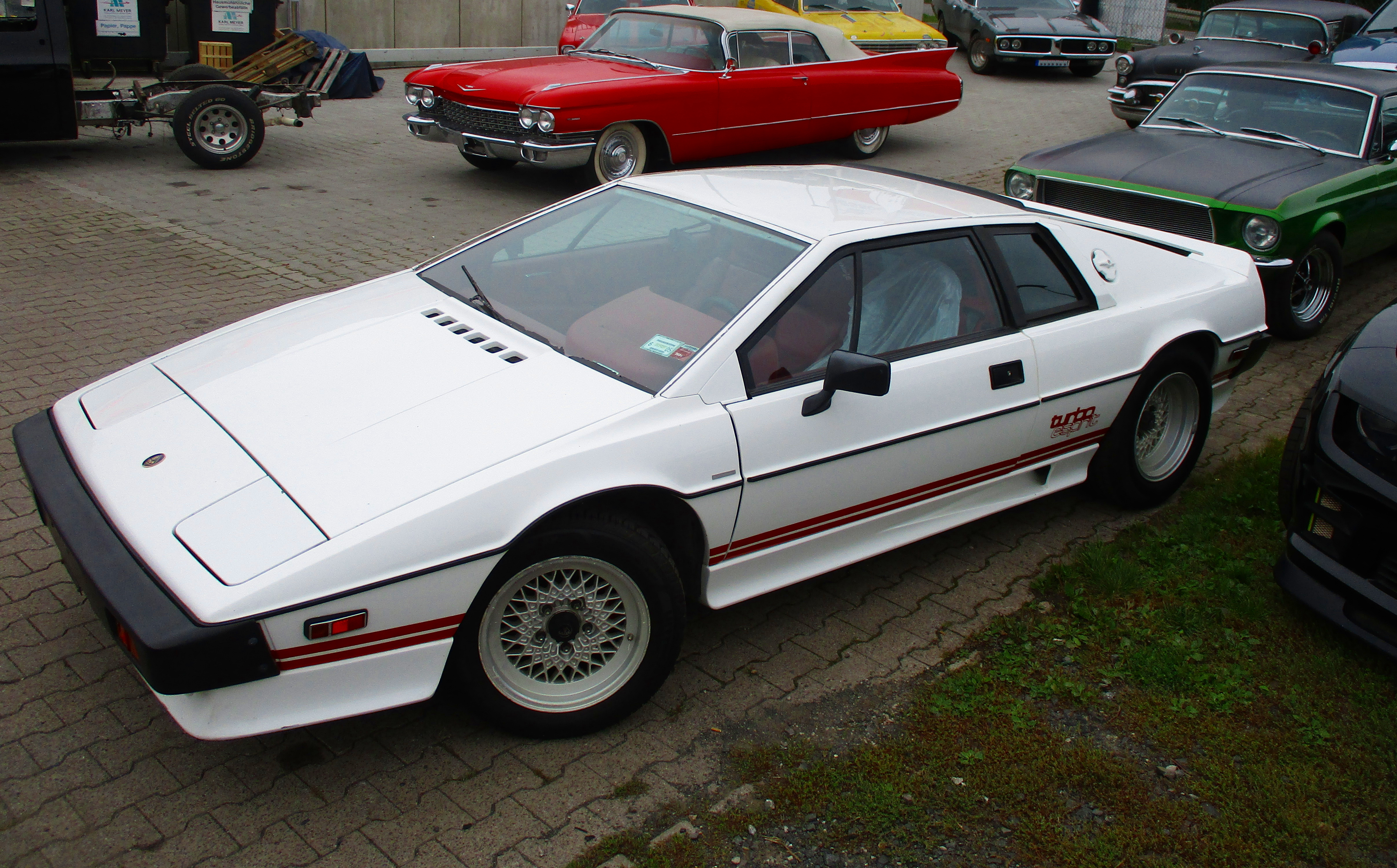
Lotus Esprit S3/Turbo couleur blanche de Bond

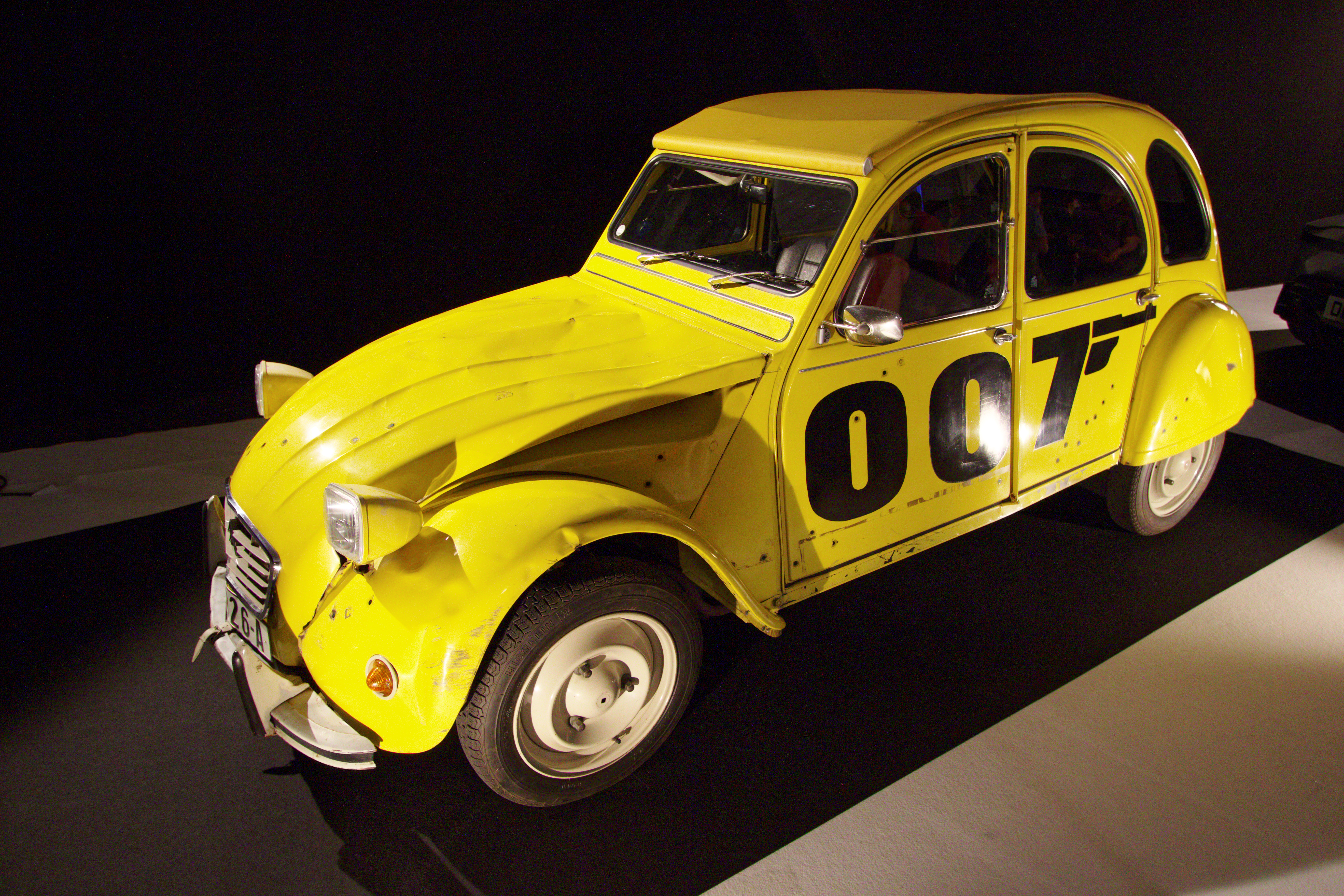
L'une des voitures que Bond conduit pendant le film, une Citroën 2CV

En Espagne, Gonzales se fait tuer par Melina, mais Bond parvient à voir avant de s'enfuir avec elle un homme qui a payé Gonzales. Une course-pousuite s'enchaîne ensuite où Bond est contraint de conduire la 2CV de Mélina. Grâce à la technologie de Q, il parvient à identifier cet homme comme étant Émile Leopold Locque.

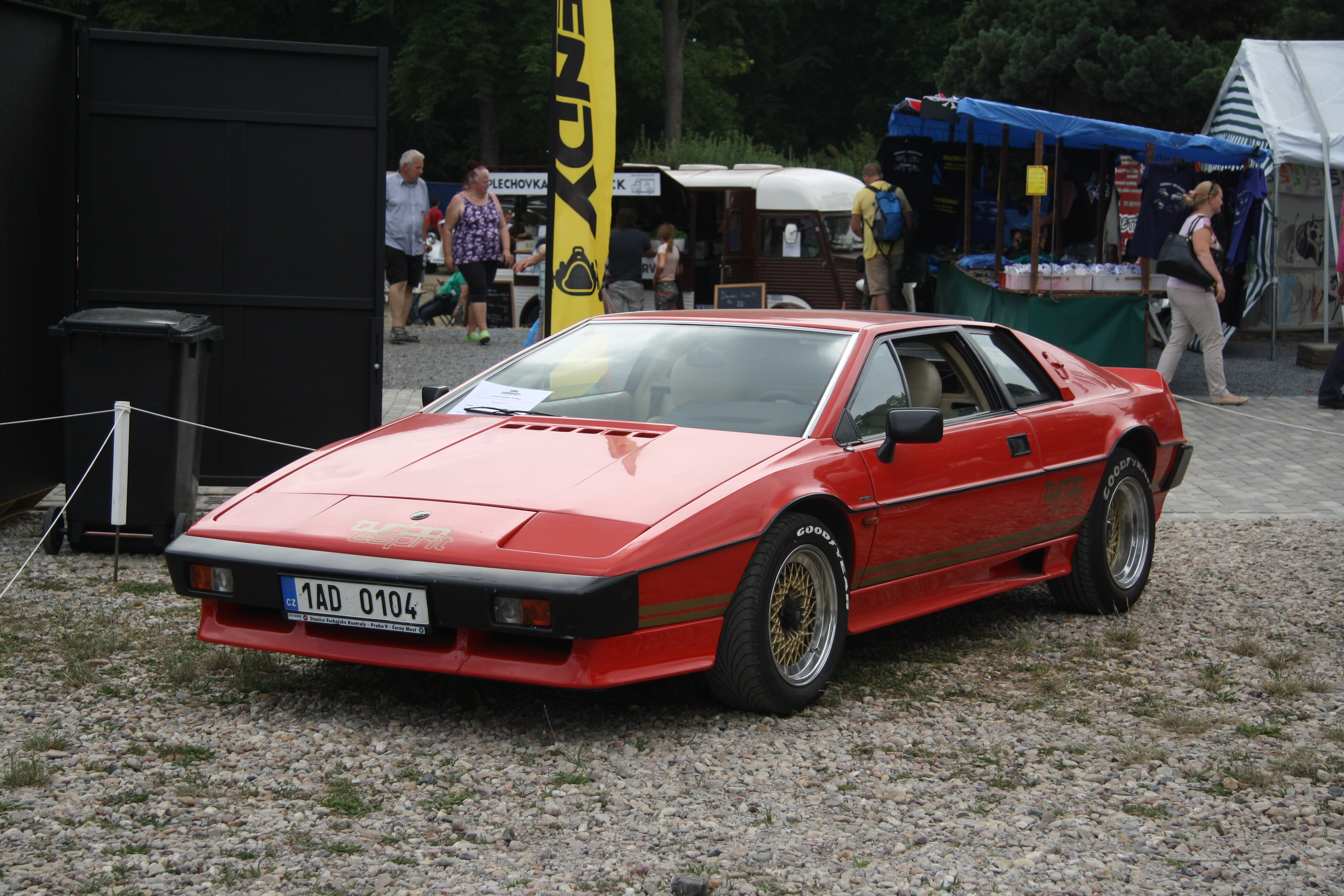
Lotus Esprit S3/Turbo couleur bronze de Bond

Bond se rend alors à Cortina d'Ampezzo, en Italie afin d'enquêter sur Locque. Là bas, il se fait aider par un agent des services secrets italiens, Luigi Ferrara, qui le met en contact avec Aristotle Kristatos, qui l'informe que Locque travaille pour Columbo, un trafiquant grec et ancien ami de Kristatos. Bond retrouve aussi Melina, qui a été attirée par Locque afin de la tuer, il parvient à la sauver de justesse et la prie de regagner la Grèce pour poursuivre les affaires de son père, lui promettant de la retrouver ensuite.  Elle accepte. Bond échappe ensuite de peu à une tentative d'assassinat de Locque et Erich Kriegler, un agent au service de l'URSS. Après avoir dit au revoir à Bibi, une jeune athlète prometteuse qui vit sous la tutelle de Kristatos, il découvre le corps sans vie de Luigi, tué par Locque.
A Corfou, Bond et Kristatos se rendent dans un casino afin d'en savoir plus sur Columbo. Bond repart avec la comtesse Lisl von Schlaf, qui se fait tuer le lendemain par Locque. Alors que ce dernier s'apprête à tuer Bond, des hommes de Columbo arrivent, tuent son complice, et le forcent à s'enfuir. Bond rencontre alors Columbo, qui lui affirme que Locque travaille en réalité pour Kristatos, qui a tenté de les monter l'un contre l'autre. Kristatos est payé par les russes pour récupérer l'ATAC. Afin de lui prouver qu'il peut lui faire confiance, Columbo invite Bond la nuit à l'attaque d'un entrepôt de Kristatos. Dans cet entrepôt, Bond retrouve une nouvelle fois Locque. Ce dernier fait exploser l'entrepôt avant de s'enfuir, Bond parvient cependant à le rattraper et à le blesser. La voiture de Locque s'arrête en équilibre instable au bord d'un précipice, Bond arrive et la pousse, provoquant l'écrasement de Locque dans la chute.
L'entrepôt détruit et Locque mort, Bond rejoint alors Mélina afin de trouver l'épave du Saint-George. Ils parviennent à le retrouver, mais se font attaquer par un homme de Kristatos, en scaphandre. Bond parvient à le tuer en posant une bombe sur son scaphandre, puis à s'enfuir avec l'ATAC. Mais de retour sur le bateau de Mélina, ils tombent sur Kristatos, Kriegler, et leurs complices. Kristatos reprend l'ATAC puis tente de tuer Bond et Melina en les noyant, attachés à son bateau, et en attirant des requins. Bond parvient à défaire leurs liens, et grâce à une bouteille d'oxygène laissée au fond auparavant, fait croire à Kristatos à leur mort.

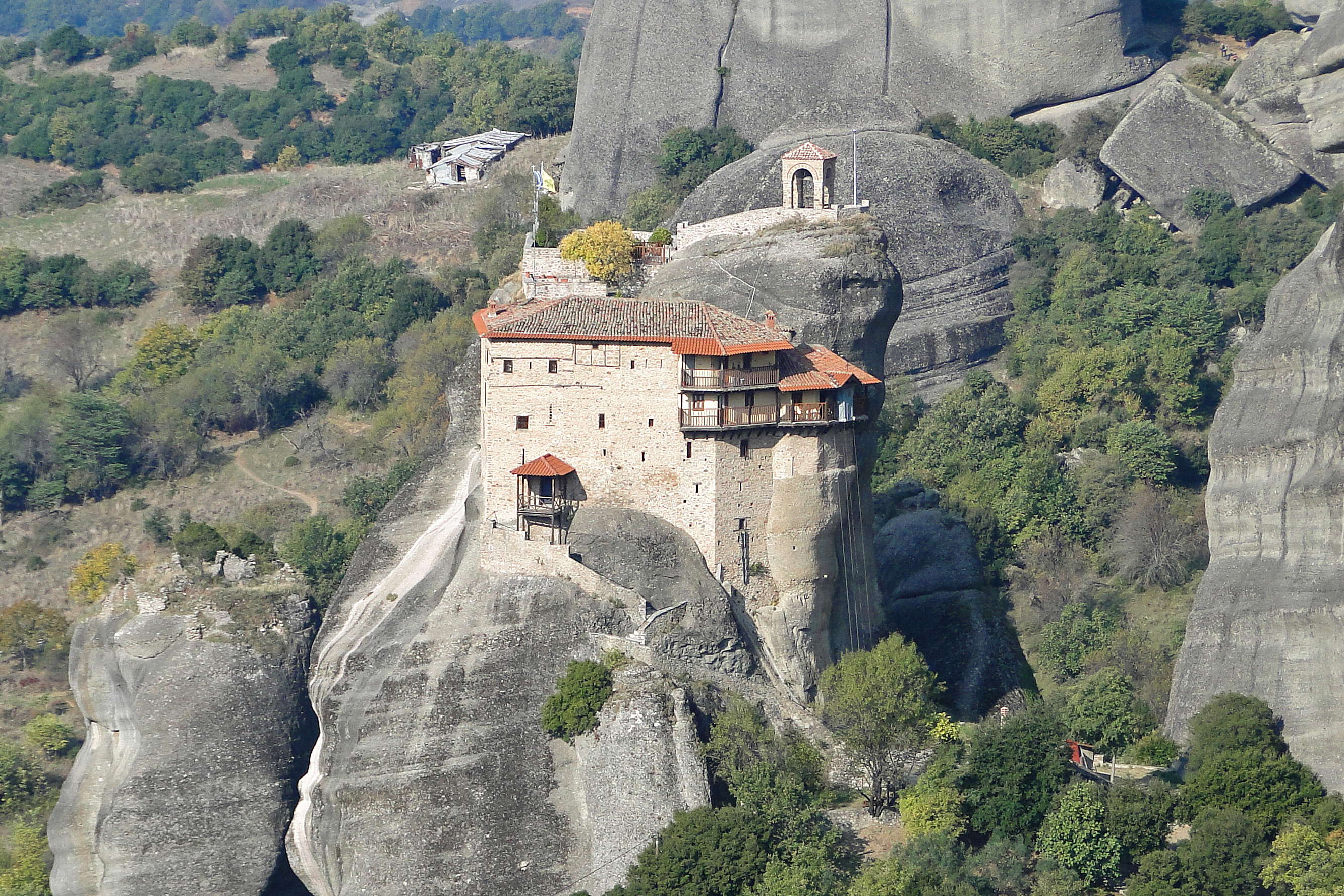
Monastère Agios Nikolaos servant de décor au film

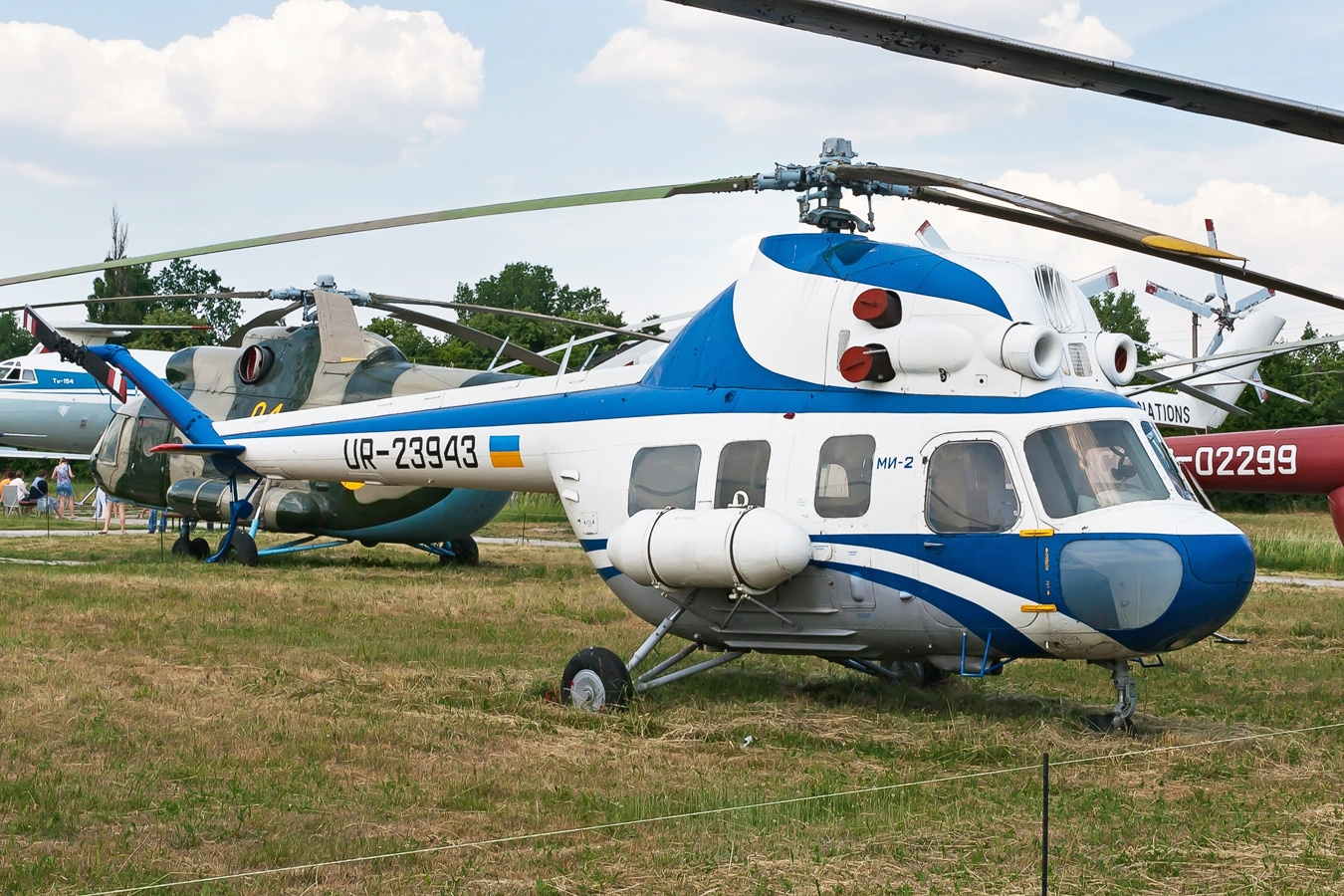
Hélicoptère Mil Mi-2 utilisé par le général Gogol

De retour dans le bateau de Mélina, le perroquet de cette dernière répète le lieu de rendez-vous qui a été convenu entre Kristatos et Kriegler pour récupérer l'ATAC. Grâce à l'aide de Columbo, Bond et Melina parviennent à retrouver l'endroit : un ancien monastère. Bond, Melina, Columbo et 4 hommes de main se rendent sur les lieux pour récupérer l'ATAC. Bond commence à escalader mais se fait repérer par Apostis, un homme de main de Kristatos. Bond parvient à tuer Apostis de justesse avant que ce dernier ne précipite sa chute puis fait monter les autres. Grâce à Jacoba Brink, la femme qui s'occupe de Bibi, qui souhaite s'échapper des mains de Kristatos, ils neutralisent les gardes et parviennent finalement à retrouver Kristatos. Kriegler se met alors à combattre Bond mais, voyant Kristatos s'enfuir avec l'ATAC, hésite et Bond en profite pour le précipiter dans le vide. Dehors, ils rattrapent Kristatos, blessé par Columbo qui a tenté de le retenir. Melina souhaite le tuer pour venger ses parents, mais Bond tente de l'en dissuader. Alors que Kristatos sort un couteau de sa poche, il se fait lui-même tuer par un lancer de couteau dans le dos, de la part de Columbo.
Alors que le général Gogol arrive pour récupérer l'ATAC, Bond le jette du haut de la falaise afin qu'il ne soit pour personne. Le général repart en souriant comme si rien ne s'était passé. Le soir, il retrouve Melina sur son bateau, et ils passent alors la nuit ensemble. Alors que la première ministre Margaret Thatcher essaye de féliciter Bond par téléphone, elle tombe sur le perroquet de Mélina.

## Fiche technique
- Titre francophone : Rien que pour vos yeux
- Titre original : For Your Eyes Only
- Réalisation : John Glen
- Scénario : Michael G. Wilson et Richard Maibaum, d'après les nouvelles Top secret et Risico de Ian Fleming
- Musique : Bill Conti ; chanson du générique interprétée par Sheena Easton
- Photographie : Alan Hume
- Montage : John Grover
- Décors : Peter Lamont
- Direction artistique : John Fenner
- Coordination des cascades : Rémy Julienne
- Effets spéciaux : John Evans
- Production : Albert R. Broccoli
- Producteur délégué : Michael G. Wilson
- Société de production : EON Productions
- Société de distribution : United Artists
- Budget : 28 000 000 USD[2] (estimation)
- Pays de production :  Royaume-Uni,  États-Unis
- Langues originales : anglais, grec et italien
- Format : couleur Technicolor - 2,35:1
- Genre :  espionnage, action
- Durée : 127 minutes
- Dates de sortie[3] :
  - Royaume-Uni : 24 juin 1981 (première mondiale à Londres)
  - États-Unis : 26 juin 1981
  - France : 22 août 1981

Affiche : Bill Gold (États-Unis, Royaume-Uni)

## Distribution
- Roger Moore (VF : Claude Bertrand) : James Bond
- Carole Bouquet (VF : Elle-même) : Melina Havelock
- Chaim Topol (VF : Henry Djanik) : Milos Columbo
- Lynn-Holly Johnson (VF : Béatrice Bruno) : Bibi Dahl
- Julian Glover (VF : François Chaumette) : Aristotle « Aris » Kristatos
- Cassandra Harris (VF : Béatrice Delfe) : la comtesse Lisl von Schlaf
- Jill Bennett (VF : Perette Pradier) : Jacoba Brink
- Michael Gothard : Émile Leopold Locque
- John Wyman (en) (VF : Hervé Jolly) : Erich Kriegler
- Jack Hedley (VF : Michel Beaune) : Sir Timothy Havelock
- Lois Maxwell (VF : Paule Emanuele) : Miss Moneypenny
- Desmond Llewelyn (VF : Louis Arbessier) : Q
- Geoffrey Keen (VF : Philippe Dumat) : Sir Frederick Gray, ministre de la Défense
- Walter Gotell (VF : Raoul Delfosse) : Général d'armée Anatol Alexis Gogol, directeur du KGB
- James Villiers (VF : Jean Claudio) : Bill Tanner, chef d’état-major du MI6
- John Moreno (en) (VF : Gabriel Cattand) : Luigi Ferrara
- Charles Dance : Claus
- Toby Robins :	Iona Havelock
- Jack Klaff : Apostis
- Stefan Kalipha (en) (VF : Gérard Hernandez) : Hector Gonzales
- Graham Crowden (VF : Raoul Guillet) : un Lord de la Navy
- Noel Johnson (VF : Roger Rudel) : le vice-amiral Jack
- Paul Brooke (VF : Michel Beaune) : Bunky, joueur au casino
- Eva Rueber-Staier : Rubelvitch, secrétaire et petite-amie du général Gogol
- John Wells : Denis Thatcher
- Janet Brown (en) : Margaret Thatcher, Premier ministre
- Jeremy Bulloch : Smithers, assistant de « Q » (non crédité)
- Tim Condren :  homme de main de Gonzales (non crédité)
- Caroline Cossey : femme à la piscine (non créditée)
- Sheena Easton : elle-même (générique) (non crédité)
- John Hollis (VO : Robert Rietty ; VF : Jacques Berthier) : Ernst Stavro Blofeld (pré-générique) (non crédité)
- Gottfried John : le deuxième poursuivant de Bond en motoneige (non crédité)
- Greg Powell : l'homme de main de Gonzales tué par Melina (non crédité)
- Bob Simmons : l'homme de main de Gonzales tué par l'explosion de la Lotus Esprit (non crédité)
- Michael G. Wilson : le prêtre grec au mariage (caméo) (non crédité)

## Lieux de l'action
- Angleterre, Londres
- République populaire socialiste d'Albanie
  - Port inconnu (Entrepôt de Kristatos)
  - Mer Ionienne
- Union soviétique, Moscou (Kremlin)
- Grèce
  - Corfou
  - Kalambaka, Monastères des Météores (Monastère Saint-Cyrille)
- Espagne
  -  Communauté de Madrid
- Italie, Cortina d'Ampezzo

## Production

### Genèse et écriture
Rien que pour vos yeux marque un changement dans la production des James Bond. John Glen, qui a travaillé sur le montage d'Au service secret de Sa Majesté, de L'Espion qui m'aimait et de Moonraker, est engagé comme réalisateur. Cela aboutit à une réalisation plus sobre, qui évite le recours aux gadgets et aux grandes scènes d'action dans des lieux énormes, comme Lewis Gilbert avait pu le faire dans On ne vit que deux fois, L'Espion qui m'aimait et Moonraker. L'accent a été placé sur la tension, les intrigues et le personnage en plus d'un retour à des racines plus sérieuses de Bond, Rien que pour vos yeux tente également de mettre en lumière des aspects non utilisés de la mythologie James Bond.

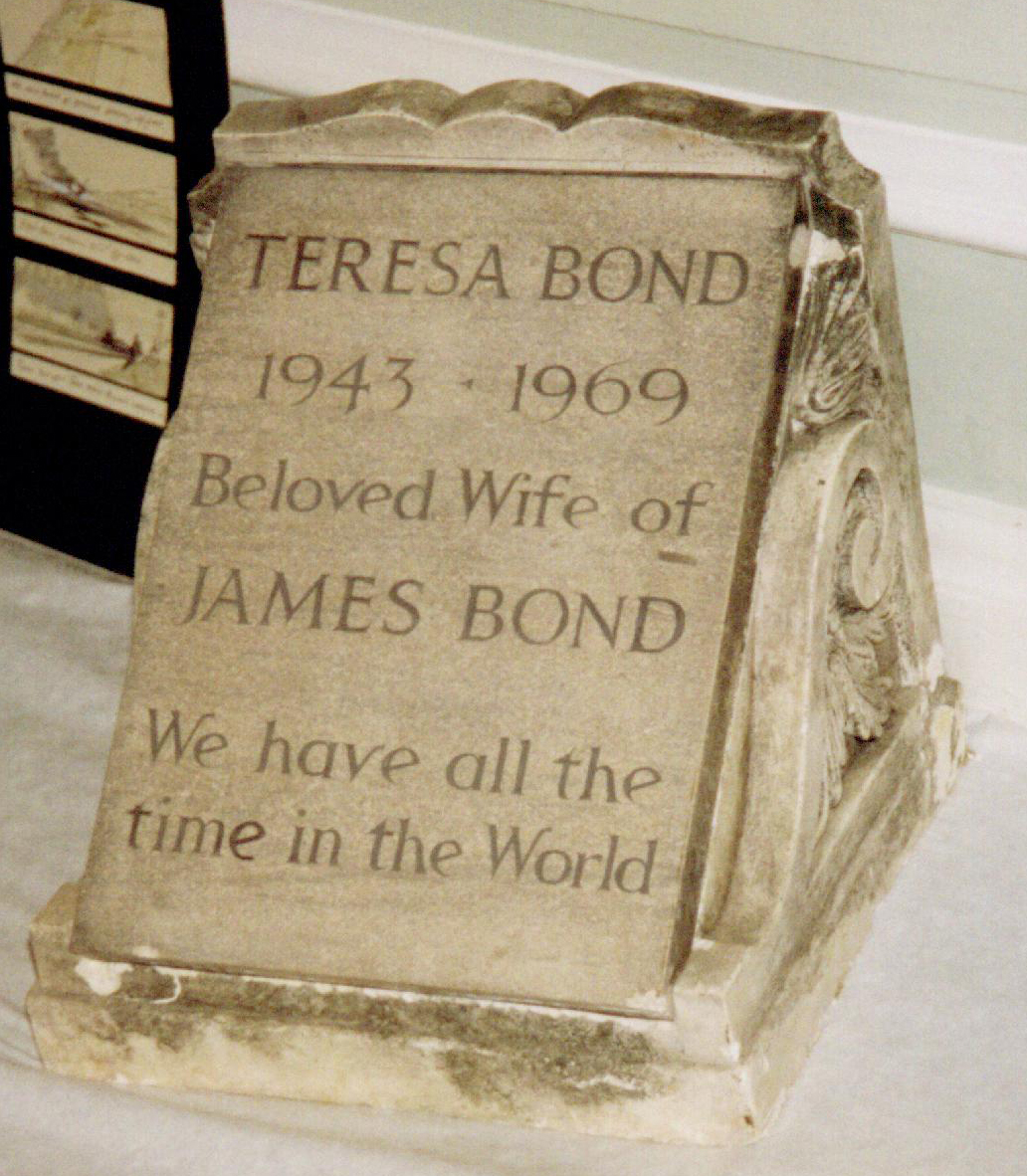
Tombe de Tracy Bond visible dans le pré-générique du film.

Le film est également le moyen de revenir à la réalité, après un Moonraker très marqué par la science-fiction. Selon Michael G. Wilson, coscénariste et producteur délégué du film, il y avait « besoin de revenir à l'essentiel ». Dès lors, l'histoire qui est apparue la plus simple était celle d'un thriller sur fond de Guerre froide. James Bond devra compter davantage sur son esprit que sur des gadgets pour survivre. Symboliquement, John Glen a décidé de faire sauter la Lotus Esprit de Bond pour l'obliger à utiliser la bien plus humble Citroën 2CV de Melina.
Richard Maibaum, déjà scénariste de huit films de la série, est chargé d'écrire le script, assisté par Michael G. Wilson, le fils de la femme d'Albert R. Broccoli. Michael G. Wilson rapporte qu'une partie de l'histoire a été élaborée par des suggestions de nombreux membres de l'équipe L'intrigue est également basée sur les nouvelles Top secret et Risico, tirées du recueil Bons baisers de Paris de Ian Fleming, publié en 1960. Un élément du roman Vivre et laisser mourir, non utilisé dans le film du même nom, est ici incorporé à l'histoire.
La scène d'ouverture se démarque fortement des précédentes : Bond se rend sur la tombe de sa femme, Teresa « Tracy » Bond, en référence à la fin de Au service secret de Sa Majesté. Par ailleurs, certains éléments des précédents films réapparaissent. Ainsi, toujours dans la séquence d'introduction, Ernst Stavro Blofeld, chef du SPECTRE, contrôle l'hélicoptère dans lequel se trouve Bond. Pour des raisons de copyright détenus par Kevin McClory (qui avait fait un procès à Ian Fleming à propos du roman Opération Tonnerre), Blofeld et le SPECTRE ne pouvaient être officiellement utilisés.

### Attribution des rôles
Roger Moore avait signé un accord pour seulement trois films, arrivé à terme avec L'Espion qui m'aimait. Michael Jayston, Nicholas Clay, Patrick Mower, David Warbeck, et Timothy Dalton sont alors pressentis pour le remplacer. Finalement Roger Moore signe son contrat pour le film.
Avant d'obtenir le rôle de la James Bond girl Melina Havelock, la Française Carole Bouquet avait auditionné pour le rôle de Holly Goodhead dans Moonraker[réf. nécessaire].
Bernard Lee, l'interprète de M, était trop souffrant pour jouer son rôle. Il meurt le 16 janvier 1981 des suites d'un cancer de l'estomac, quelques mois après le début du tournage. En sa mémoire, le rôle ne fut pas pourvu dans le film. Les textes de M furent partagés entre Q, Frederick Gray et le chef d'état major Tanner.
Julian Glover, qui interprète Aris Kristatos le méchant, avait été envisagé pour jouer Bond en 1973 dans Vivre et laisser mourir, mais avait été jugé trop jeune. Le Britannique Charles Dance tient son premier rôle au grand écran : il joue Claus, un des hommes de main de Locque. Charles Dance et Julian Glover se retrouveront durant la décennie 2010 dans la série Game of Thrones.
L'acteur Gottfried John y interprète un rôle, 14 ans avant d'occuper le rôle du général Arkady Ourumov dans GoldenEye.
Robbin Young, qui interprète la fleuriste à Cortina d'Ampezzo, décrocha ce petit rôle grâce au concours « Be A Bond Girl » organisé par la revue Playboy.

### Tournage
La production débute le 2 septembre 1980 par trois jours de tournage en extérieur en Mer du Nord avec le navire St Georges. Les intérieurs sont ensuite réalisés aux Pinewood Studios, ainsi que l'explosion du navire réalisée en miniature sur le plateau 007. Le tournage principal débute le 15 septembre 1980 sur l'île de Corfou en Grèce. John Glen décide d'utiliser les pentes locales et les oliviers pour la scène de poursuite entre la Citroën 2CV de Melina et la Peugeot 504 des hommes de Gonzales. La scène est tournée pendant 12 jours, avec le cascadeur français Rémy Julienne (qui travaille sur la saga jusqu'à GoldenEye) dans la 2CV. En octobre, l'équipe se rend ensuite au palais d'Achilleion près du village de Gastouri et aux Monastères des Météores.
En novembre, le tournage déménage en Angleterre pour s'établir aux Pinewood Studios ainsi que les scènes extérieures du pré-générique au cimetière de Stoke Poges, Buckinghamshire, et au-dessus de l'usine à gaz de Beckton située à East Ham à l'est de Londres, alors qu'une seconde équipe filme des scènes sous-marines aux Bahamas. Le 1er janvier 1981, le tournage continue dans la province italienne de Belluno à Cortina d'Ampezzo situé au nord de l'Italie dans les montagnes des Dolomites, où il fallut utiliser des camions pour apporter de la neige des montagnes voisines. Les scènes de ski et de patinage utilisent le tremplin, la patinoire et la piste de bobsleigh des jeux olympiques d'hiver de 1956, organisés à Cortina d'Ampezzo. Le tournage s’achève le 13 février 1981.

Lieux d'actions selon la chronologie du film
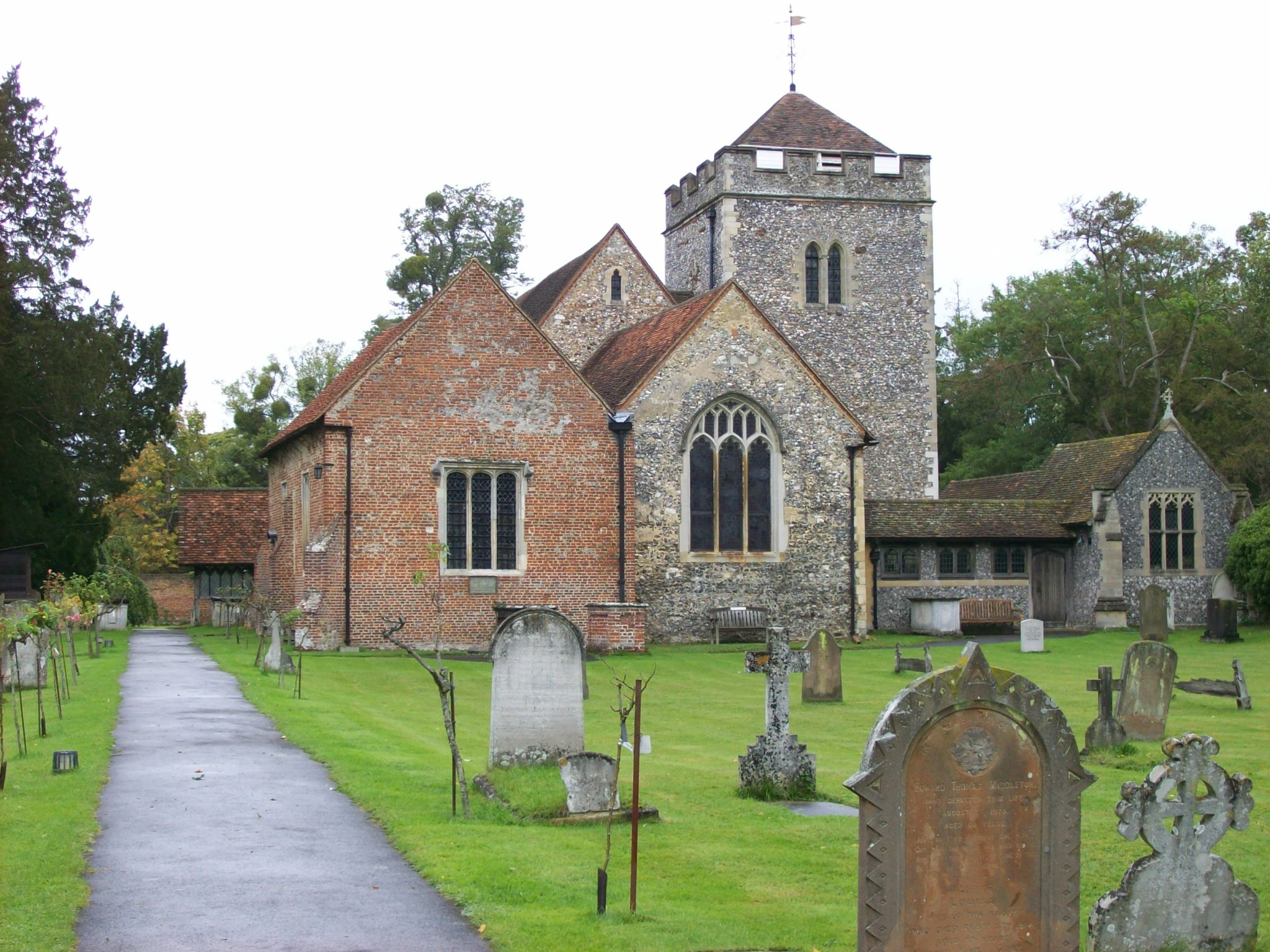
cimetière de Stoke Poges
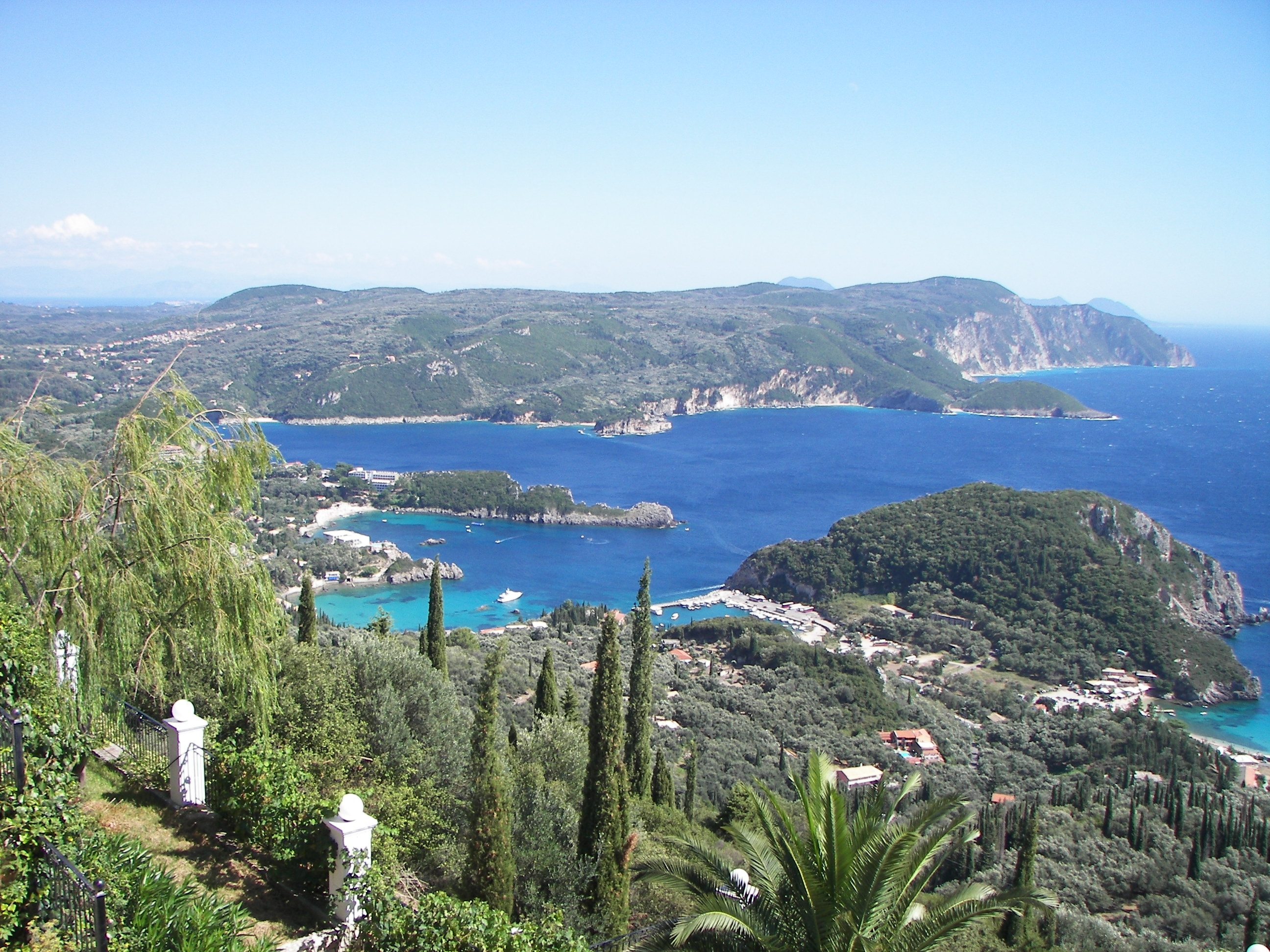
Corfou
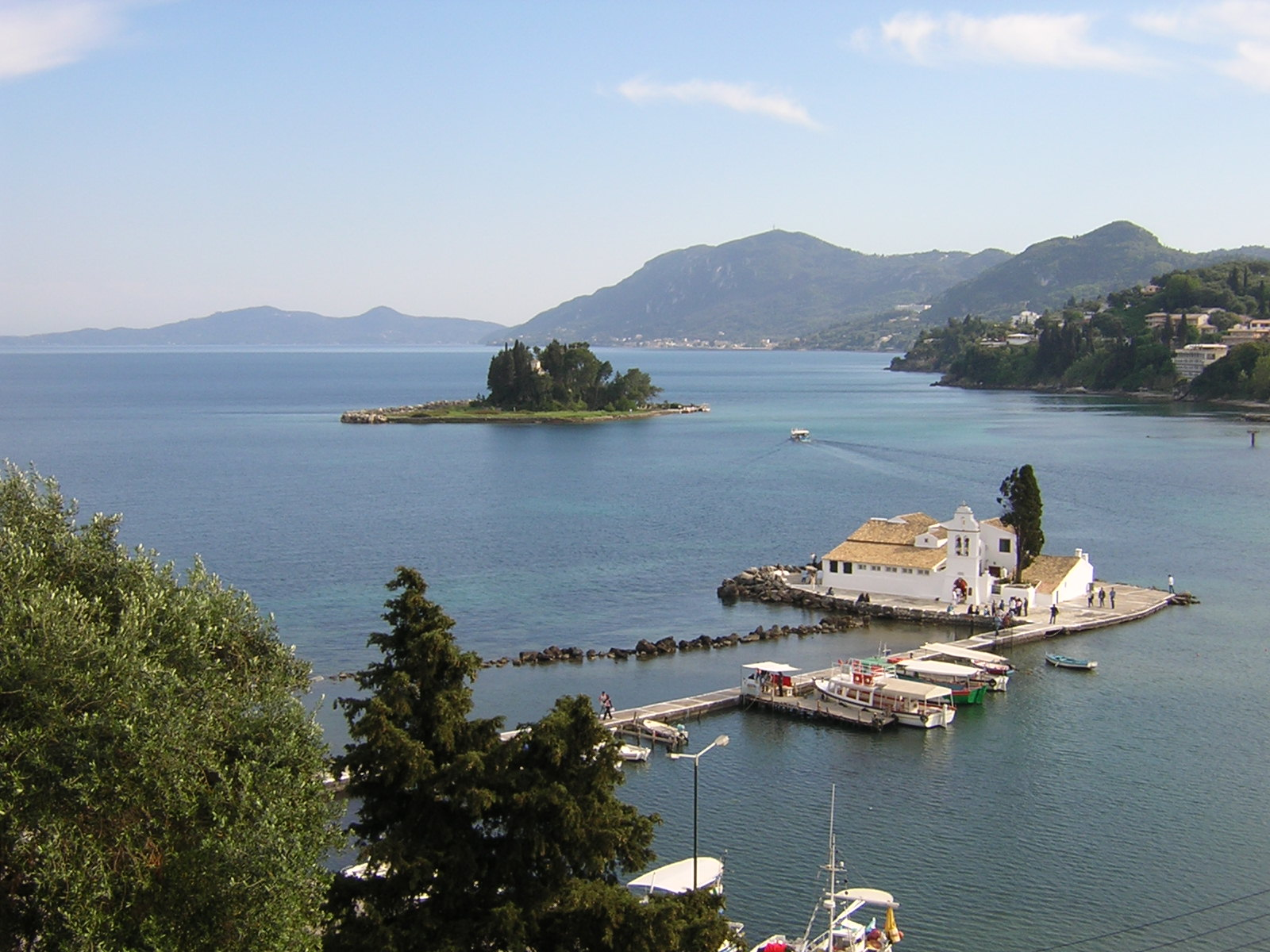
Corfou
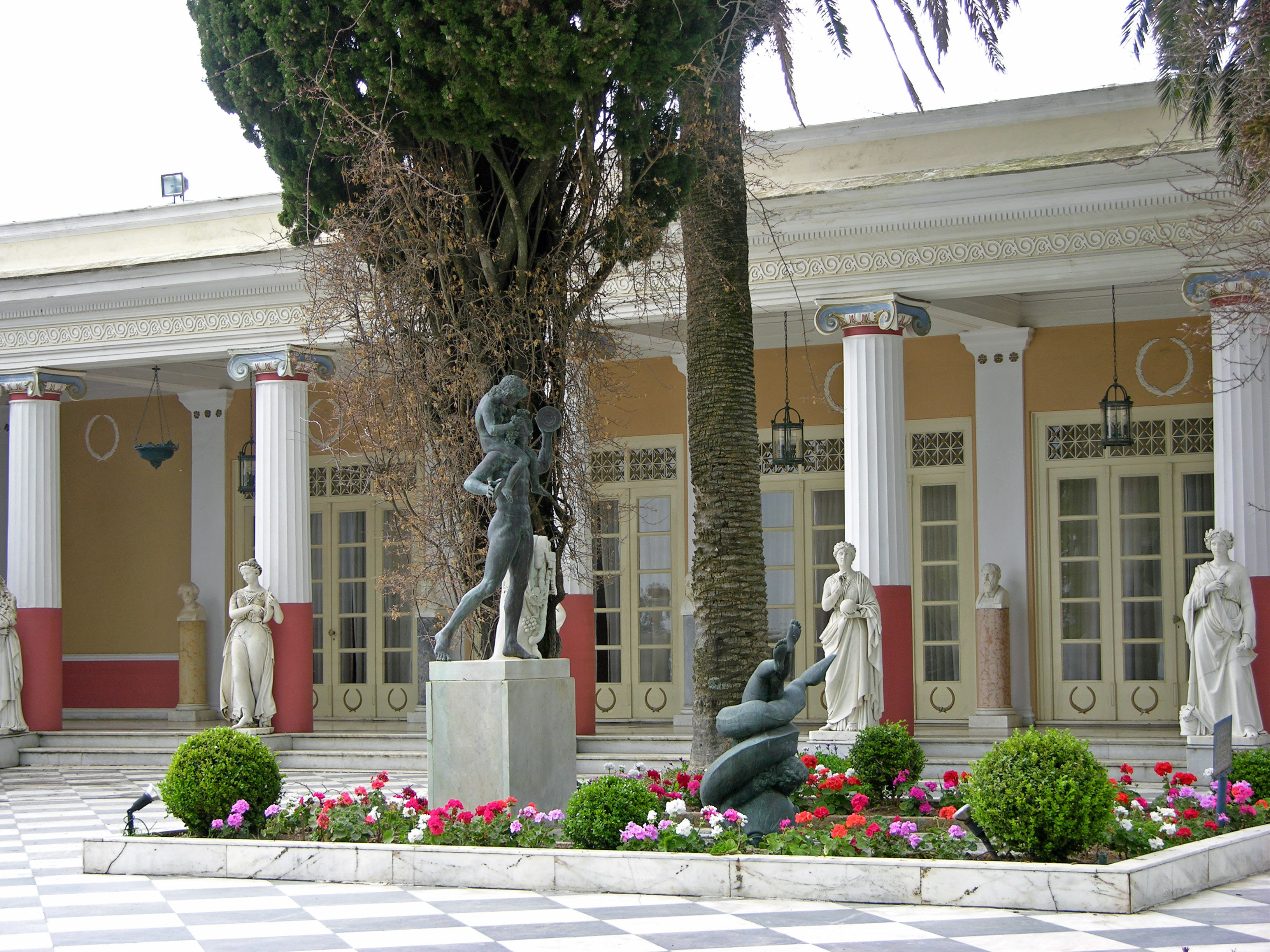
Achilleion
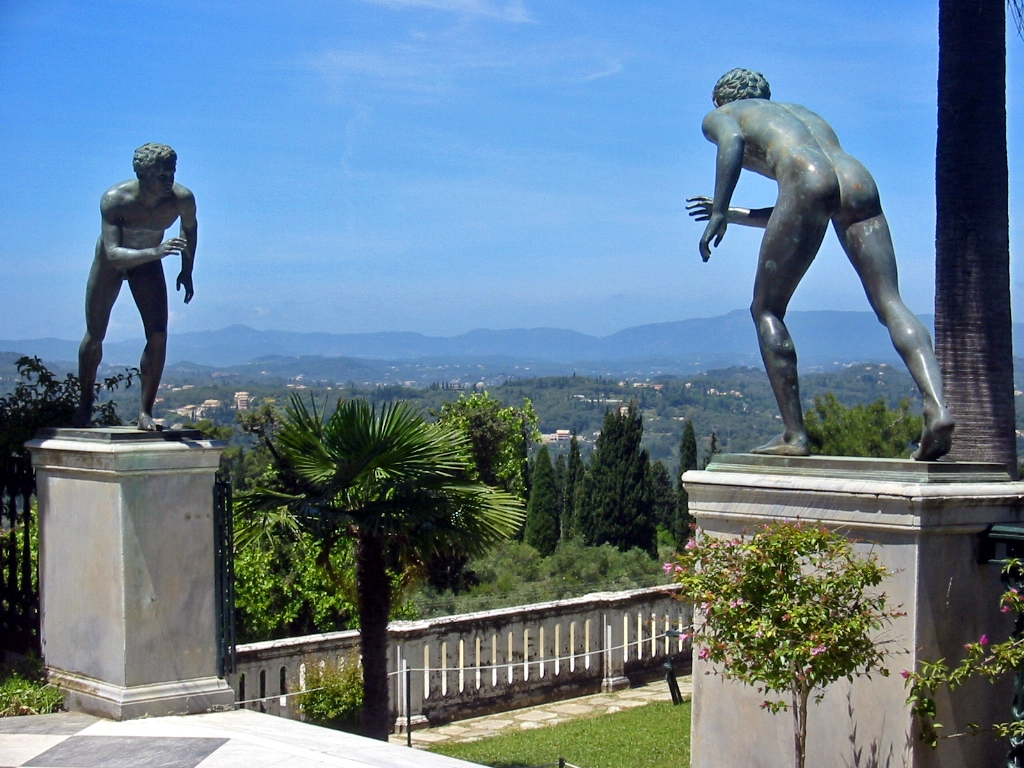
Achilleion
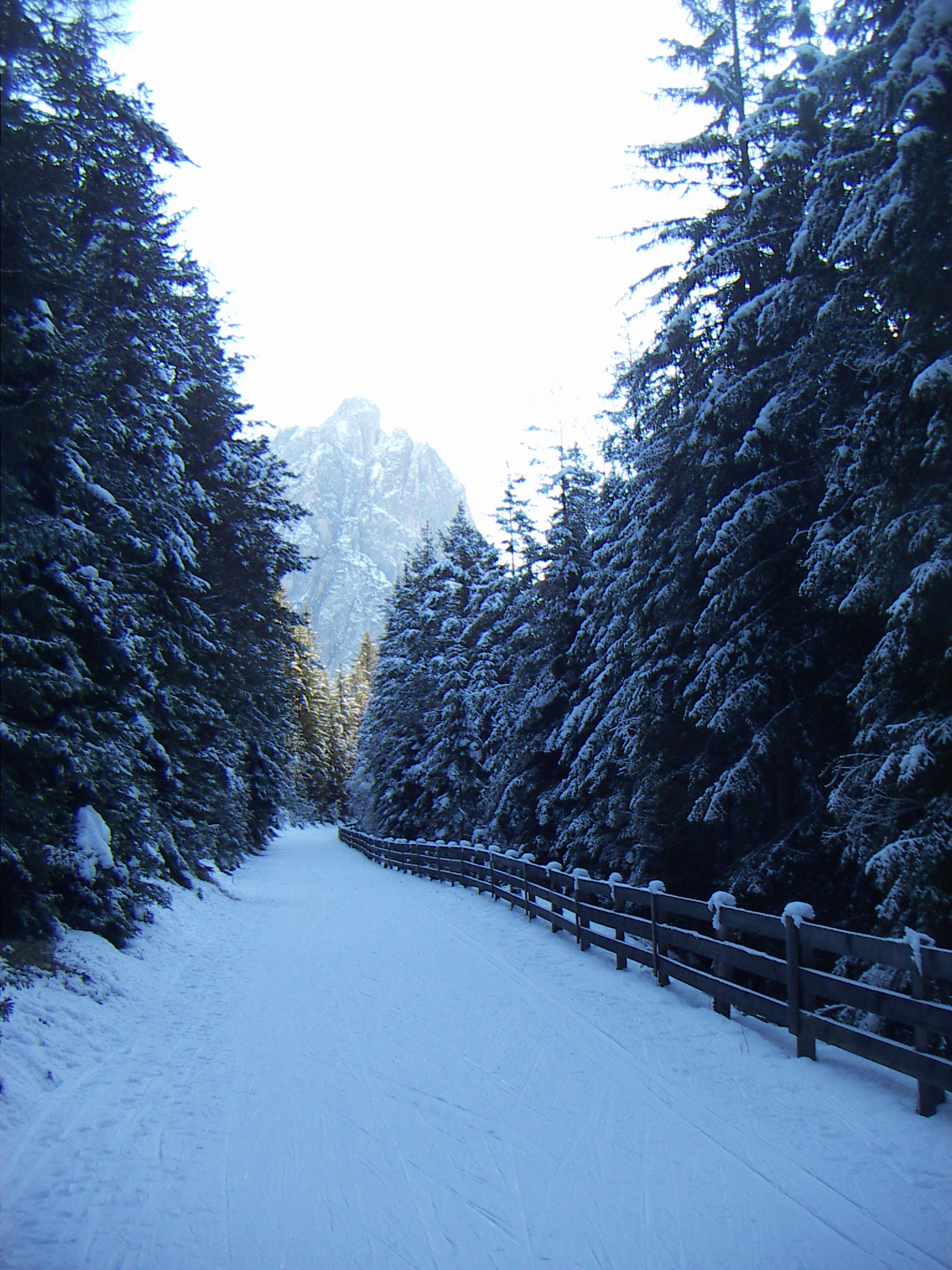
Cortina d'Ampezzo
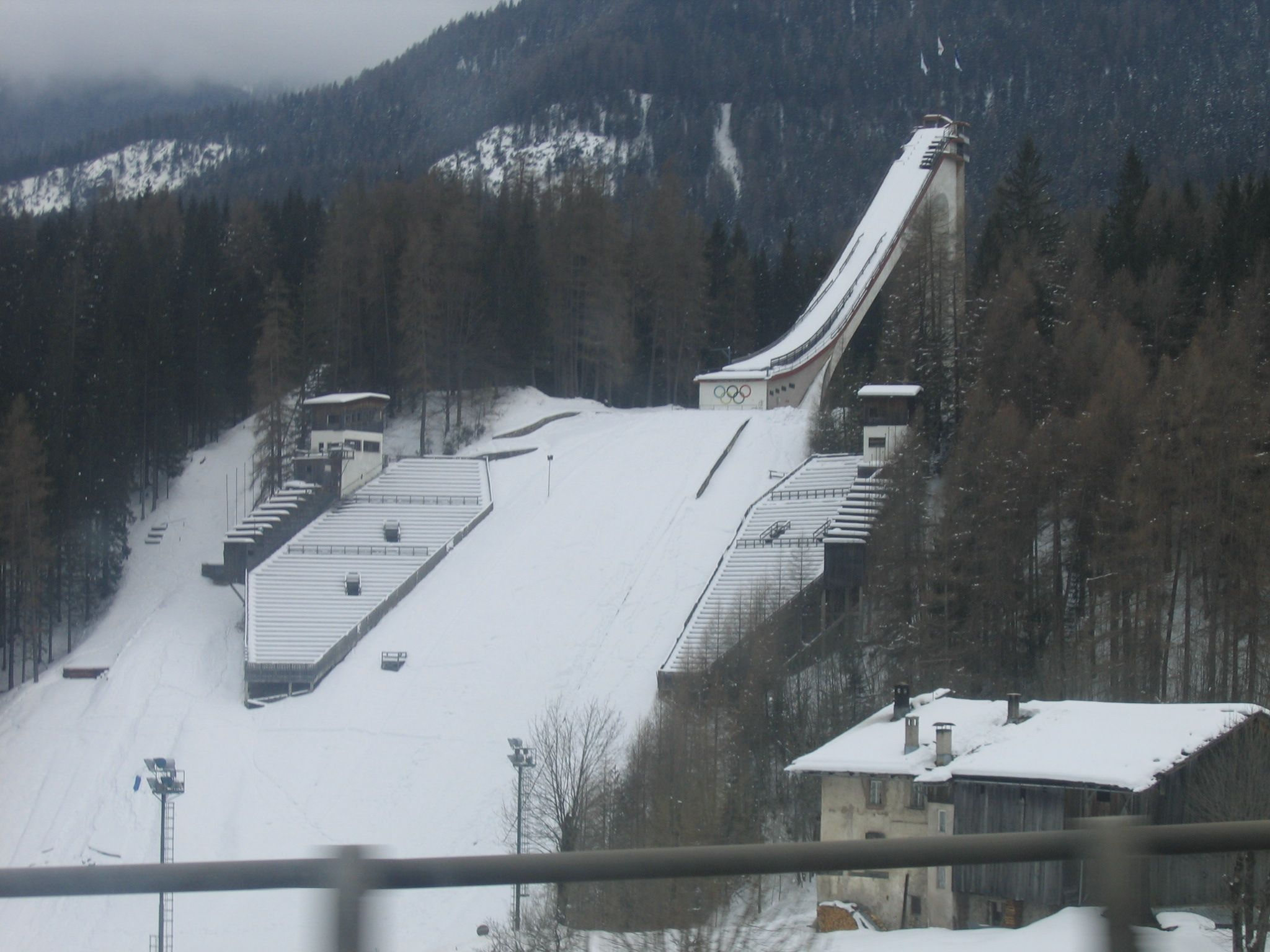
Tremplin olympique de Cortina d'Ampezzo
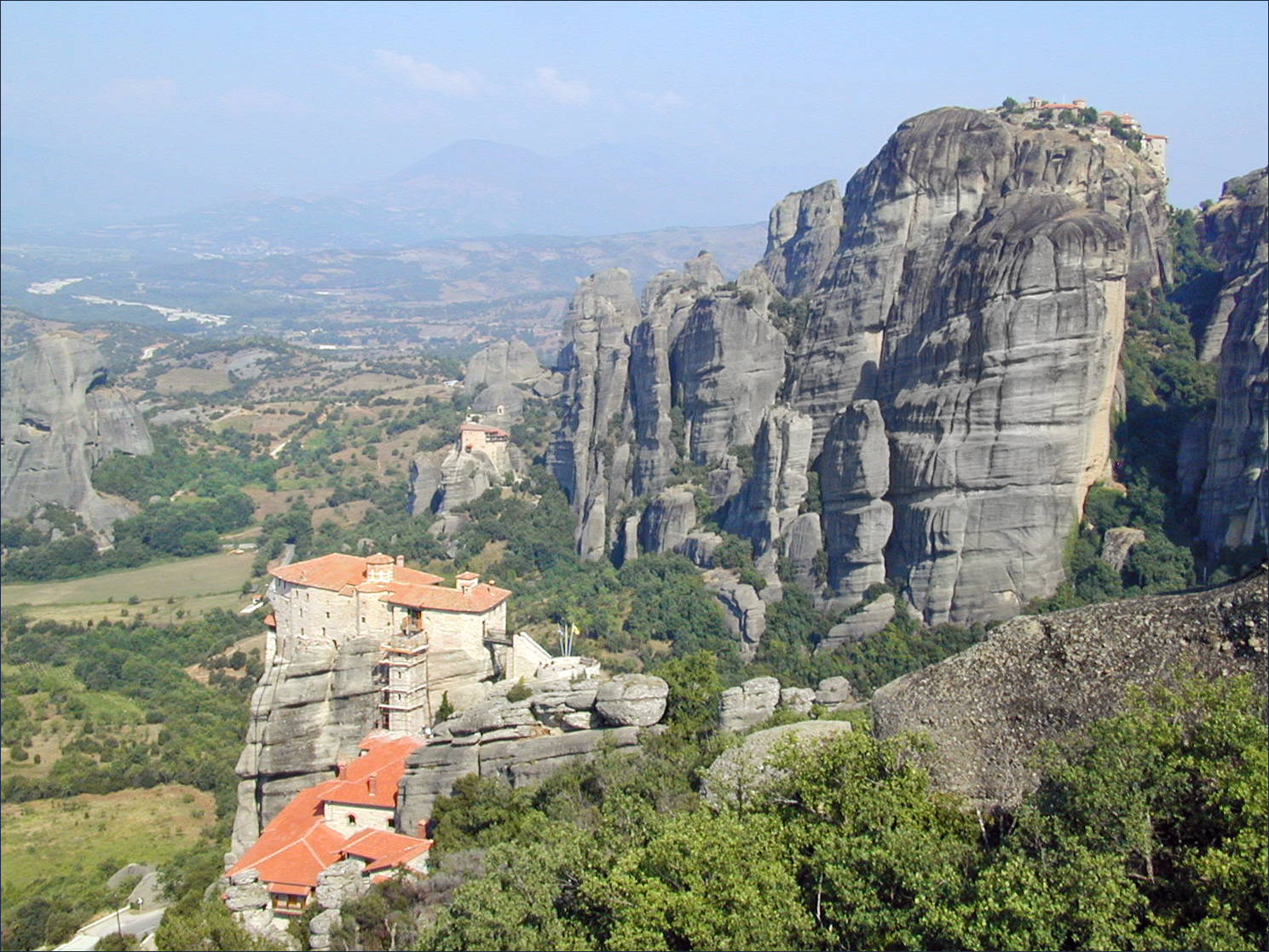
Monastères des Météores
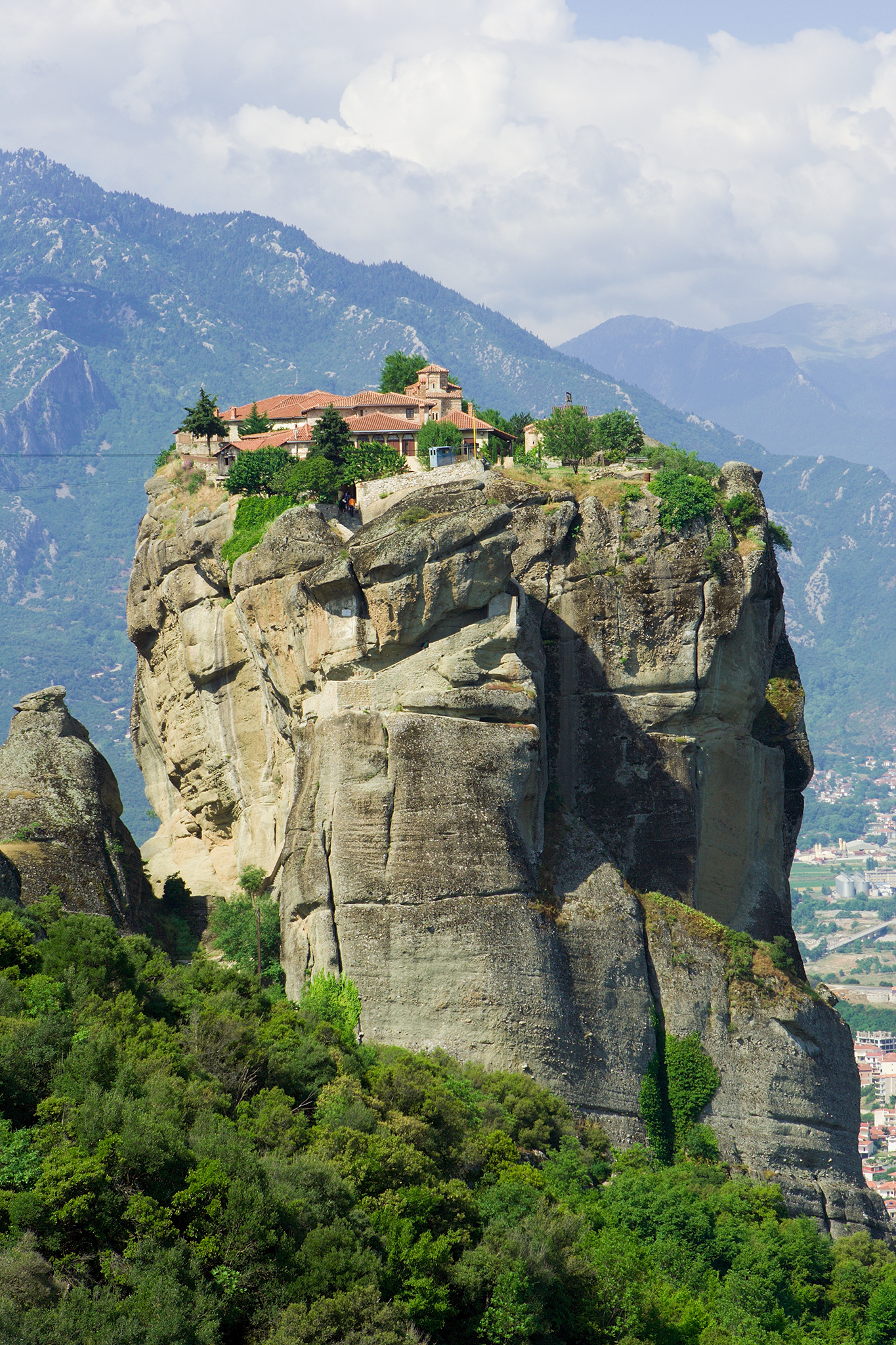
Monastères des Météores

## Bande originale
Bandes originales James Bond
Moonraker
(1979) Octopussy
(1983)
C'est l'Américain Bill Conti qui compose la bande originale du film. John Barry ne pouvait alors pas travailler au Royaume-Uni pour des raisons de taxes fiscales, qui l'avaient incité à s'exiler. Il n'a pas mis en musique L'Espion qui m'aimait pour les mêmes raisons[réf. à confirmer].
La chanson-titre du générique For Your Eyes Only est composée par Bill Conti, écrite par Michael Leeson et interprétée par l’Écossaise Sheena Easton. Elle est nommée à l'Oscar de la meilleure chanson originale et au Golden Globe de la meilleure chanson originale en 1982.
La chanson Nobody Does It Better de Carly Simon, générique de L'Espion qui m'aimait, est entendue comme sonnerie de la serrure d'une porte de sécurité.
| 1.  | For Your Eyes Only (Interprétée par Sheena Easton)                    | 3:07 |
| 2.  | A Drive in the Country                                                | 2:25 |
| 3.  | Take Me Home (solo de bugle par Eddie Blair)                          | 2:33 |
| 4.  | Melina's Revenge                                                      | 2:18 |
| 5.  | Gonzales Takes a Dive                                                 | 3:14 |
| 6.  | St. Cyril's Monastery                                                 | 4:40 |
| 7.  | Make It Last All Night (Rage)                                         | 3:32 |
| 8.  | Runaway                                                               | 3:54 |
| 9.  | Submarine                                                             | 2:39 |
| 10. | For Your Eyes Only (instrumental) (solo de bugle par Derek Watkins)   | 1:35 |
| 11. | Cortina                                                               | 1:46 |
| 12. | The P.M. Gets the Bird / For Your Eyes Only – Reprise (Sheena Easton) | 5:05 |
| 13. | Gunbarrel / Flowers for Teresa / Sinking the St. Georges              | 2:55 |
| 14. | Unfinished Business / Bond Meets Kristatos                            | 1:53 |
| 15. | Ski…Shoot…Jump…                                                       | 5:16 |
| 16. | Goodbye, Countess / No Head for Heights / Dining Alone                | 3:21 |
| 17. | Recovering the ATAC                                                   | 2:29 |
| 18. | Sub vs. Sub                                                           | 3:16 |
| 19. | Run Them Down / The Climb                                             | 2:58 |

## Sortie et accueil

### Box-office
- Mondial : 187 412 802 $[27]
  -  États-Unis : 54 812 802 $[27]
- France : 3 181 840 entrées[27]
  - Paris : 908 090 entrées[27]

## Distinctions

### Récompenses
- Goldene Leinwand 1982 pour United International Pictures[28]
- ASCAP Film and Television Music Awards 1991 : standard de film le plus interprété pour "For Your Eyes Only"

### Nominations
- Oscars 1982 : meilleure chanson originale pour "For Your Eyes Only"[28]
- Golden Globes 1982 : meilleure chanson originale pour "For Your Eyes Only"
- Writers Guild of America Awards 1982 : meilleur scénario de comédie adapté d'un autre média

## Commentaires

### Autour du film
- Rien que pour vos yeux est le premier film de Bond réalisé par John Glen, qui avait été monteur et réalisateur de deuxième équipe pour la série. Il allait diriger quatre autres opus, ce qui lui vaudrait le titre de plus prolifique des réalisateurs de la saga, avec un film de plus que Guy Hamilton.
- Le récit original de Ian Fleming, Rien que pour vos yeux, est l'un des trois canevas écrits pour une série télévisée James Bond, qui ne vit jamais le jour. Fleming retravailla ses scénarios pour en faire un livre de nouvelles, publié en 1959.
- Le cadre grec de Rien que pour vos yeux suscita l'idée de faire apparaître James Bond au Parthénon d'Athènes comme il l'avait fait aux Pyramides de Gizeh, près du Caire, dans L'Espion qui m'aimait (1977). Mais il fallut abandonner ce projet faute d'autorisations.
- Le réalisateur John Glen a son « gimmick » personnel : dans tous ses films, un oiseau surgit. Alors que Bond escalade la paroi de la montagne, un pigeon lui fait presque lâcher prise.
- Dans le pré-générique du film, Bond se rend sur la tombe de sa femme Teresa Bond : c'est une référence à la mort de Tracy dans Au service secret de Sa Majesté (1969).
- La James Bond Girl Cassandra Harris, qui interprète la comtesse Lisl, a épousé Pierce Brosnan, qui a joué dans plusieurs James Bond, l'année de la sortie de Rien que pour vos yeux[29].
- Durant le tournage, Roger Moore et Cubby Broccoli jouèrent des milliers de dollars lors de leurs parties de backgammon. « Ils jouaient des mises énormes », se souvient le producteur Michael G. Wilson. « Bien sûr, aucun n'a jamais payé. »
- Le personnage de Sir Timothy Havelock, père assassiné de Melina, aurait été inspiré par l'océanographe et cinéaste Jacques-Yves Cousteau. Ian Fleming connaissait Cousteau, avec qui il eut l'occasion de plonger dans le sud de la France.
- L'affiche de Rien que pour vos yeux, l'une des plus controversées des films de James Bond, fait apparaître Roger Moore entre les jambes nues du mannequin Joyce Bartle simplement vêtue d'un bikini. Dans certains pays, les exploitants et journaux conservateurs ont superposé un short plus long afin de s'assurer ne pas choquer le public.
- Rien que pour vos yeux est paru sous forme de bande dessinée dans un quotidien britannique, le Daily Express, en 1961. Marvel publia aussi une version BD du film.
- Pour la troisième fois consécutive, un film de Bond fait référence à un film classique dans sa BO. Rien que pour vos yeux (1981) comprend un fragment de la musique du film Les Dents de la mer (1975), L'Espion qui m'aimait (1977) évoque brièvement le thème de Lawrence d'Arabie (1962) et Moonraker (1979) celui du film Les Sept Mercenaires (1960).
- Sheena Easton, qui avait été N° 1 au hit-parade américain avec sa chanson Morning Train (Nine To Five), est la première – et jusqu’alors la seule – chanteuse à apparaître à l'écran dans une scène de générique d'un film de James Bond.
- La présence de Margaret Tchatcher et de son mari Denis à la fin du film font d'eux les premiers, et à ce jour les seuls, personnalités réelles apparues dans un film officiel de la saga.

### Voitures
- C'est le dernier film de la saga où l'on voit Bond conduire une Lotus.
- L'apparition improbable de la Citroën 2CV est à l'origine de l'édition d'une version spéciale appelée 2CV 007.